# 津田正生
津田正生（つだ まさなり、安永5年（1776年）4月 - 嘉永5年10月21日（1852年12月2日））は、尾張国海東郡根高村（現愛知県愛西市根高町）の学者（地誌家、郷土史家）。通称として神助（三輪助）がある。号は六合庵（主）。

## 人物
生家は酒屋である。恩田仲任や鈴木朖に教えを受ける。津島街道（上街道）沿いに「六合庵」と称する茶席を設置し、旅人を湯茶により歓待し、各地の情報を得ていたとされる。
墓所は釜地蔵寺（根高町）内にある。また、住居跡碑が釜地蔵寺前の民家の庭先に置かれている。嫡男津田穂積（水穂部穂積）は国学者で、橘守部の高弟。。
代表作の『尾張国地名考』は、津田が複数の知人とともに尾張国内の各村々の歴史や由来について独自の視点を交えて考察したもので1816年（文化13年）に成立した。

## 略年譜
- 安永5年（1776年）4月 - 尾張国海東郡根高村の酒造業父與治兵衛盛政の子として誕生する[6]。
- 寛政12年（1800年） - 『二世契約空鉄砲』を著す[7]。
- 文化3年（1806年） - 『婚姻男子訓』を著す[7]。
- 文化4年（1807年） - 『尾張国地名考』の執筆を始める[7]。
- 文化13年（1816年） - 『尾張国地名考』が完成する[7]。
- 文政11年（1828年） - 『眼前教近道』を著す[7]。
- 天保4年（1833年） - 槍ヶ岳に登頂し、『槍ヶ岳日記』を著す[7]。
- 天保7年（1836年） - 『尾張国地名考』を尾張藩に上納する[7]。
- 弘化3年（1846年） - 『婚姻男子訓』を『良姻心得草』と改題し、再版する[7]。
- 弘化5年（1848年） - 細野要斎が六合庵を訪れる（要斎『感興漫筆』弘化五年正月八日条）[7]。
- 嘉永3年（1850年） - 『尾張神名帳集訂考』を著す[7]。
- 嘉永5年（1852年）10月21日 - 没[7]。

## 著書
- 『鎗ヶ岳日記』[2]
- 『眼前教近道』[2]
- 『尾張国地名考』[2]（NDLJP:980807）
  - 愛知縣海部郡教育會翻刻、1916年
- 『二世契約空鉄砲』[7]
- 『周易正文』[7]
- 『古学百人一首』[7]
- 『臼挽歌註解』[7]
- 『日本大社巡の記』[7]
- 『日本郡国名解』[7]
- 『日本語正字通』[7]
- 『古典地名弁』[7]
- 『補削姓名弁録』[7]
- 『小治本国神名帳』[7]
- 『尾張神名帳集説訂考』[7]
  - 尾張大国霊神社翻刻、1978年 - 正生自筆本（田島仲康所蔵）による
- 『画本小治方言』[7]
- 『婚姻男子訓』（のち『良姻心得草』と改題）[7]